# Aleochara sanguinea
Aleochara sanguinea är en skalbaggsart som först beskrevs av Carl von Linné 1758.  Aleochara sanguinea ingår i släktet Aleochara, och familjen kortvingar. Arten är reproducerande i Sverige.